# Эктэндомикориза
Эктэндомикориза, эктоэндомикориза (ЭЭМ) — один из типов микоризы, сочетает признаки эктомикоризы и эндомикоризы.
Во многом сходна с эктомикоризой: в процессе возникновения симбиотических отношений образуется гифовая мантия (чехол) и сеть Гартига. Однако после образования сети Гартига гифы гриба проникают внутрь клеток эпидермиса и корки растения.
Данный тип микоризы характерен только для двух родов голосеменных растений — сосны и лиственницы. До появления молекулярно-генетических методов все несовершенные грибы, вступающие в эктэндомикоризу, группировались под названием «штамма E». Впоследствии было определено, что большинство из них — виды рода аскомицетов Wilcoxina C.S.Yang & Korf, 1985: Wilcoxina mikolae и Wilcoxina rehmii. С сосной скрученной (Pinus contorta) эктэндомикоризу образует Sphaerosporella brunnea. Wilcoxina и Sphaerosporella — представители порядка Pezizales.
Способность образовывать сходную микоризу с хвойными была обнаружена у двух видов из других порядков — Cadophora finlandica и «Chloridium paucisporum» (известен только по типовому образцу, должен быть отнесён к другому роду).
Многие из видов, образующих эктэндомикоризу, способны к образованию эктомикоризы с растениями других родов голосеменных и покрытосеменных.
Грибы, образующие эктэндомикоризу, вызывают дихотомическое ветвление коротких боковых корней (также наблюдается при эктомикоризе), а также образование скоплений коротких дихотомически разветвлённых корней у растения. В исследованиях сосны Банкса и видов Wilcoxina было показано образование тонкой гифовой мантии на коротких боковых корнях (на ранних стадиях гифы оплетают и корневые волоски), затем — образование однослойной сети Гартига между клетками эпидермиса и клетками корки. Гифы, проникающие внутрь клеток растения, образуют комплекс с клеткой, окружающий клеточное ядро. Гифы отделены от содержимого цитоплазмы клеток вследствие разрастания клеточной мембраны. В гифах сети Гартига и внутриклеточных гифах имеются многочисленные митохондрии и вакуоли с отложениями (предположительно полифосфатной природы), нередко тельца Воронина.
О пользе, приносимой грибами, вступающими в эктэндомикоризу, растениям, в настоящее время известно немногое. У проростков сосны и лиственницы на нарушенных участках часто обнаруживается эктэндомикориза. Возможно, сахара, поставляемые грибом, разрушающим углеводы, используются проростками на ранних стадиях развития, до появления у них способности получать достаточное количество энергии посредством фотосинтеза. Виды Wilcoxina продуцируют сидерофор феррикроцин, микориза с ними может способствовать выживанию хвойных при повышенной концентрации тяжёлых металлов.